# Diepenbeek
Diepenbeek es una localidad y municipio de la provincia de Limburgo en Bélgica. Sus municipios vecinos son Bilzen, Genk, Hasselt, Hoeselt y Kortessem. Tiene una superficie de 41,2 km² y una población en 2019 de 19.031 habitantes, siendo los habitantes en edad laboral el 65% de la población.

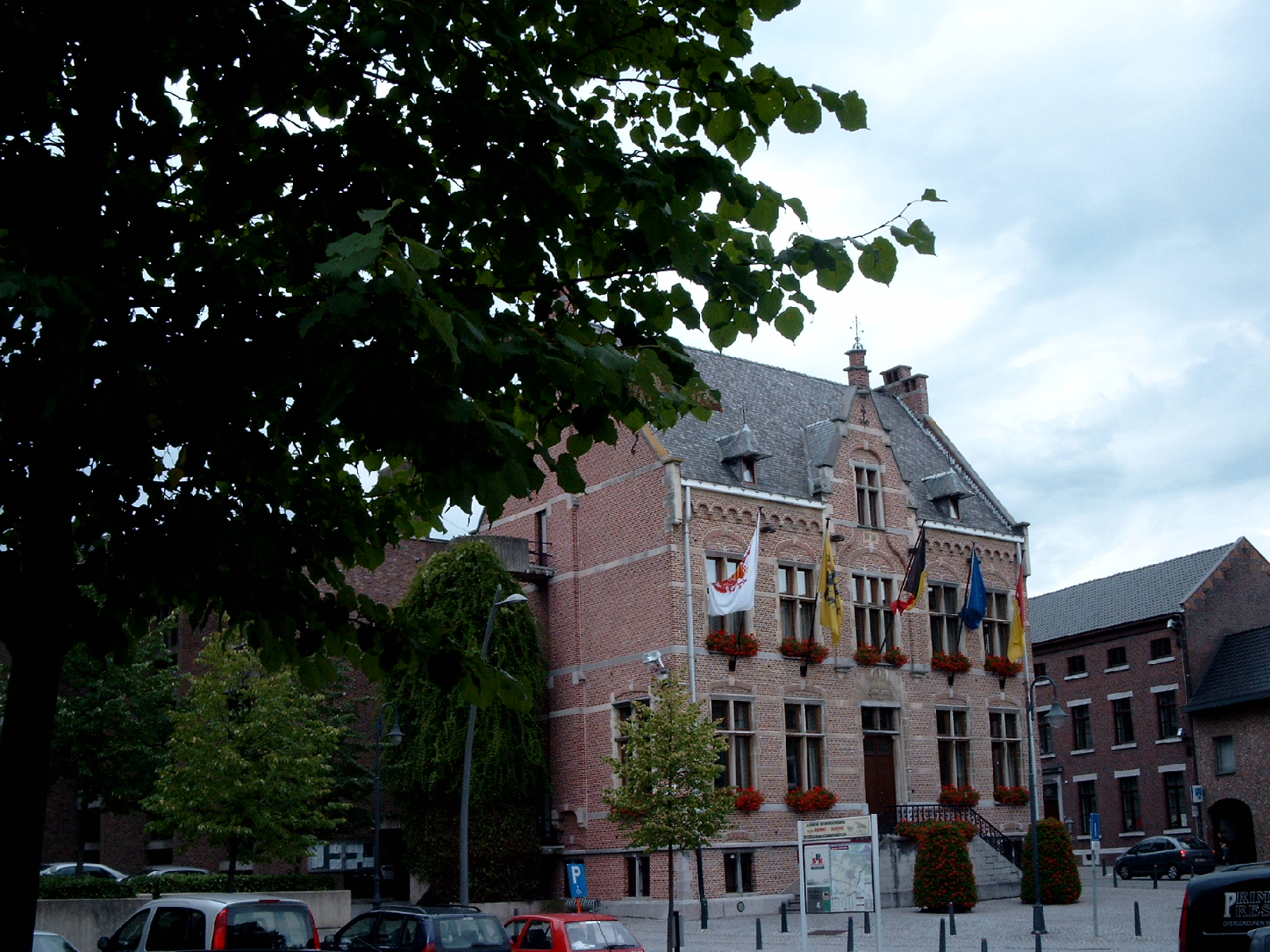
Ayuntamiento.

El municipio se compone de las siguientes localidades y aldeas de Bijenberg, het Crijt, Dorpheide, Keizel, Lutselus, Pampert, Piannesberg, Reitje, Rooierheide, Rozendaal y Zwartveld.

## Demografía

### Evolución
Todos los datos históricos relativos al actual municipio, el siguiente gráfico refleja su evolución demográfica, incluyendo municipios después de efectuada la fusión el 1 de enero de 1977.
| Gráfica de evolución demográfica de Diepenbeek entre 1846 y 2020 |
|                                                                  |

## Universidad
El municipio es la sede de la Universidad de Hasselt, en cuyo campus universitario se encuentra el "Parque Científico de Limburgo", una incubadora de empresas y la vez parque científico que actúa como motor de la actividad en esta localidad.